# Smøla
Smøla est une commune de Norvège. Elle est située sur l'île de Smøla  dans le comté de Møre og Romsdal.
Elle fait partie de la région de Nordmøre. Le centre administratif de la municipalité est le village de Hopen, les autres villages incluent Dyrnes, Råket et Veiholmen.
La municipalité de 272 km2 est la 272e plus grande en superficie sur les 356 municipalités de Norvège. Smøla est la 273e municipalité la plus peuplée de Norvège.